# Condado de Taylor (Wisconsin)
O Condado de Taylor é um dos 72 condados do Estado americano do Wisconsin. A sede do condado é Medford, e sua maior cidade é Medford. O condado possui uma área de 2 550 km² (dos quais 25 km² estão cobertos por água), uma população de 19 680 habitantes, e uma densidade populacional de 8 hab/km² (segundo o censo nacional de 2000). O condado foi fundado em 1875.